# Décès en juin 2021
Décès
- 2017
- 2018
- 2019
- 2020
- 2021
- 2022
- 2023
- 2024
- 2025

Pour une information complémentaire, voir la page d'aide.

| Date     | Nom                                   | Activités | Âge   | Source |
| -------- | ------------------------------------- | --- | ----- | ------ |
| 1er juin | Hichem Djaït                          | Historien, islamologue et penseur tunisien.                                                                                   | 85    |        |
| 1er juin | Román Hernández Onna                  | Joueur d'échecs cubain. | 71    | (es)   |
| 1er juin | Jacques Lacoursière                   | Historien et auteur canadien.                                                                                                 | 89    |        |
| 1er juin | Mike Marshall                         | Joueur de baseball américain.                                                                                                 | 78    | (en)   |
| 1er juin | Matthieu Messagier                    | Poète français. | 71    |        |
| 1er juin | Linah Mohohlo                         | Banquière et rectrice botswanaise.                                                                                            | 69    | (en)   |
| 1er juin | Jovino Novoa                          | Avocat, professeur de droit et homme politique chilien.                                                                       | 76    | (es)   |
| 1er juin | Amédée de Savoie-Aoste                | Prince italien, prétendant au trône d'Italie.                                                                                 | 77    |        |
| 2 juin   | Philippe Berre                        | Escroc français. | 66    |        |
| 2 juin   | Marcel Czermak                        | Psychiatre et psychanalyste français.                                                                                         | 79    |        |
| 2 juin   | Raymond Donovan                       | Homme politique américain. | 90    | (en)   |
| 2 juin   | Eric Mobley                           | Joueur américain de basket-ball.                                                                                              | 51    | (en)   |
| 2 juin   | Ottorino Sartor                       | Footballeur péruvien. | 75    | (es)   |
| 2 juin   | Bill Scanlon                          | Joueur de tennis américain.                                                                                                   | 64    | (en)   |
| 3 juin   | F. Lee Bailey                         | Avocat américain. | 87    | (en)   |
| 3 juin   | Anerood Jugnauth                      | Homme d'État mauricien. | 91    | (en)   |
| 3 juin   | Ernie Lively                          | Acteur américain. | 74    | (en)   |
| 3 juin   | Alan Miller                           | Footballeur anglais. | 51    | (en)   |
| 3 juin   | Tim Tolman                            | Joueur américain de baseball.                                                                                                 | 65    | (en)   |
| 3 juin   | John Sacret Young                     | Producteur, réalisateur et scénariste américain.                                                                              | 75    | (en)   |
| 4 juin   | Jacques Amalric                       | Journaliste de presse écrite français.                                                                                        | 82    |        |
| 4 juin   | David Dushman                         | Soldat juif de l'armée rouge et le dernier survivant des libérateurs du camp de concentration d'Auschwitz.                    | 98    |        |
| 4 juin   | Richard R. Ernst                      | Chimiste suisse. | 87    |        |
| 4 juin   | Vadim Kapranov                        | Joueur soviétique puis entraîneur soviétique puis russe de basket-ball, médaillé de bronze aux Jeux olympiques d'été de 1968. | 81    |        |
| 4 juin   | Friederike Mayröcker                  | Auteure autrichienne. | 96    | (de)   |
| 4 juin   | Barbara Mertens                       | Journaliste et présentatrice belge.                                                                                           | 53    |        |
| 4 juin   | John Malcolm Patterson                | Homme politique américain. | 99    | (en)   |
| 4 juin   | Wolfgang Strödter                     | Joueur de hockey sur gazon allemand (RFA), champion aux Jeux olympiques d'été de 1972.                                        | 73    | (en)   |
| 4 juin   | Clarence Williams III                 | Acteur américain. | 81    | (en)   |
| 5 juin   | Jean-Claude Caron                     | Acteur français. | 77    |        |
| 5 juin   | T. B. Joshua                          | Pasteur charismatique, télévangéliste nigérian.                                                                               | 57    | (en)   |
| 5 juin   | Galen Young                           | Joueur puis entraîneur américain de basket-ball.                                                                              | 45    | (en)   |
| 6 juin   | Jacques Behnan Hindo                  | Évêque syrien de l'Église catholique syriaque.                                                                                | 79    | (en)   |
| 6 juin   | Revaz Gabriadze                       | Écrivain, scénariste, dramaturge, réalisateur, sculpteur, peintre et acteur soviétique puis géorgien.                         | 84    | (ru)   |
| 6 juin   | Michel Host                           | Écrivain français. | 78/79 |        |
| 6 juin   | Mathias Morawski                      | Journaliste polonais (Radio Free Europe).                                                                                     | 91    | (pl)   |
| 6 juin   | Ei-ichi Negishi                       | Chimiste japonais. | 85    | (en)   |
| 6 juin   | Mansour Ojjeh                         | Homme d'affaires franco-saoudien.                                                                                             | 68    | (en)   |
| 6 juin   | Risuke Otake                          | Pratiquant d'arts martiaux japonais.                                                                                          | 90    | (es)   |
| 6 juin   | Gérard Vergnaud                       | Mathématicien, philosophe, éducateur et psychologue français.                                                                 | 88    |        |
| 7 juin   | Dixie Dansercoer                      | Explorateur belge. | 58    |        |
| 7 juin   | Guglielmo Epifani                     | Syndicaliste et homme politique italien.                                                                                      | 71    | (it)   |
| 7 juin   | Larry Gelman                          | Acteur américain. | 90    | (en)   |
| 7 juin   | Jason Loutitt                         | Athlète canadien. | 47    | (en)   |
| 7 juin   | Yoo Sang-chul                         | Footballeur sud-coréen. | 49    | (en)   |
| 8 juin   | John Angus                            | Footballeur international anglais.                                                                                            | 82    | (en)   |
| 8 juin   | Sylvain Ducange                       | Évêque haïtien. | 58    |        |
| 8 juin   | Joseph Margolis                       | Philosophe américain. | 97    | (en)   |
| 8 juin   | Édith Moskovic                        | Militante française. | 89    |        |
| 8 juin   | Ilpo Tiihonen                         | Poète et écrivain finlandais.                                                                                                 | 70    | (fi)   |
| 9 juin   | Gottfried Böhm                        | Architecte allemand. | 101   | (de)   |
| 9 juin   | Albert Dolmans                        | Peintre néerlando-américain.                                                                                                  | 91    | (nl)   |
| 9 juin   | Claude Dufau                          | Joueur puis entraîneur français de rugby à XV.                                                                                | 75    |        |
| 9 juin   | Kirkland Laing                        | Boxeur britannique. | 66    | (en)   |
| 9 juin   | Libuše Šafránková                     | Actrice tchécoslovaque puis tchèque.                                                                                          | 68    |        |
| 9 juin   | Valentina Sidorova                    | Fleurettiste soviétique puis russe, championne et médaillée d'argent olympique (1976, 1980).                                  | 67    |        |
| 9 juin   | Edward de Bono                        | Psychologue, médecin et spécialiste en sciences cognitives maltais.                                                           | 88    | (en)   |
| 10 juin  | Buddhadev Dasgupta                    | Réalisateur et scénariste indien.                                                                                             | 77    | (en)   |
| 10 juin  | Elizabeth French                      | Archéologue britannique. | 90    | (es)   |
| 10 juin  | Tomás Llorens                         | Historien, et critique d'art espagnol.                                                                                        | 85    | (es)   |
| 10 juin  | Neno                                  | Footballeur portugais. | 59    | (pt)   |
| 10 juin  | Dingko Singh                          | Boxeur indien. | 42    | (en)   |
| 11 juin  | Aziza Baccouche                       | Physicienne et cinéaste scientifique américaine.                                                                              | 44    | (en)   |
| 11 juin  | Simone Bach                           | Actrice française. | 85    |        |
| 11 juin  | Paola Pigni                           | Athlète de demi-fond et de fond italienne, médaillée de bronze aux Jeux olympiques d'été de 1972.                             | 75    | (it)   |
| 11 juin  | Lucinda Riley                         | Écrivaine nord-irlandaise. | 55    | (no)   |
| 11 juin  | Surat Singh Mathur                    | Athlète indien. | 90    | (en)   |
| 11 juin  | Sara Wedlund                          | Athlète de fond suédoise. | 45    | (se)   |
| 12 juin  | Dennis Berry                          | Réalisateur, scénariste et acteur américain.                                                                                  | 76    |        |
| 12 juin  | Krystyna Chojnowska-Liskiewicz        | Exploratrice polonaise, première femme à réaliser un tour du monde à la voile en solitaire.                                   | 84    | (pl)   |
| 12 juin  | Mudcat Grant                          | Lanceur américain de baseball.                                                                                                | 85    | (en)   |
| 12 juin  | Marco Maciel                          | Homme politique brésilien. | 80    | (pt)   |
| 12 juin  | Ash Riser                             | Artiste américain. | 31    | (en)   |
| 12 juin  | Anatoli Tchoukanov                    | Coureur cycliste soviétique, champion aux Jeux olympiques d'été de 1976.                                                      | 67    | (ru)   |
| 12 juin  | Igor Zhelezovski                      | Patineur de vitesse soviétique puis biélorusse, médaillé d'argent et de bronze olympique (1988, 1994).                        | 57    | (ru)   |
| 13 juin  | Ned Beatty                            | Acteur américain. | 83    | (en)   |
| 13 juin  | Georges Cadoudal                      | Sonneur français. | 91    |        |
| 13 juin  | Hryhorii Chapkis                      | Danseur et chorégraphe ukrainien.                                                                                             | 91    | (uk)   |
| 13 juin  | Danielle Gourevitch                   | Philologue classique française.                                                                                               | 80    |        |
| 13 juin  | Toeti Heraty                          | Poétesse indonésienne. | 87    | (en)   |
| 13 juin  | Maurice Joncas                        | Écrivain canadien. | 84    |        |
| 13 juin  | Nikita Mandryka                       | Auteur français de bande dessinée.                                                                                            | 80    |        |
| 13 juin  | Raul de Souza                         | Tromboniste brésilien. | 86    | (pt)   |
| 13 juin  | Ziona                                 | Chef de secte religieuse indien.                                                                                              | 76    | (en)   |
| 14 juin  | Lisa Banes                            | Actrice américaine. | 65    | (en)   |
| 14 juin  | Gunnar Birgisson                      | Ingénieur civil et homme politique islandais.                                                                                 | 73    | (is)   |
| 14 juin  | Enrique Bolaños Geyer                 | Homme politique et Homme d'État nicaraguayen.                                                                                 | 93    | (es)   |
| 14 juin  | Manuel Clavero Arévalo                | Homme politique espagnol. | 95    | (es)   |
| 14 juin  | Schang Hutter                         | Sculpteur suisse. | 86    | (de)   |
| 14 juin  | Markis Kido                           | Badiste indonésien, champion aux Jeux olympiques d'été de 2008.                                                               | 36    |        |
| 14 juin  | Jean-Baptiste Libouban                | Membre des Communautés de l'Arche.                                                                                            | 86    |        |
| 14 juin  | Tuono Pettinato                       | Auteur de bande dessinée italien.                                                                                             | 44    | (it)   |
| 14 juin  | Horst Rittner                         | Joueur d'échecs allemand. | 90    | (de)   |
| 14 juin  | Raymond Segré                         | Comédien et peintre français.                                                                                                 | 87    |        |
| 14 juin  | Adam Smelczyński                      | Tireur sportif polonais, médaillé d'argent aux Jeux olympiques d'été de 1956.                                                 | 90    | (pl)   |
| 14 juin  | Raphaël Thierry                       | Plasticien, peintre et illustrateur français.                                                                                 | 49    |        |
| 14 juin  | Facinet Touré                         | Homme politique guinéen. | 87    |        |
| 15 juin  | Aleksandr Averianov                   | Footballeur puis entraîneur soviétique puis russe.                                                                            | 72    | (ru)   |
| 15 juin  | Dirk Bracke                           | Écrivain belge. | 68    |        |
| 15 juin  | Vladimir Chatalov                     | Astronaute soviétique puis russe.                                                                                             | 93    | (ru)   |
| 15 juin  | Anna Cibotti Verna                    | Femme politique américaine.                                                                                                   | 90    | (en)   |
| 15 juin  | Yves Dassonville                      | Haut fonctionnaire français.                                                                                                  | 73    |        |
| 15 juin  | Robert Desroches                      | Acteur canadien. | 91    |        |
| 15 juin  | Jackie Shako Diala Anahengo           | Comédienne congolaise | 62    |        |
| 16 juin  | Edward Baldwin                        | Homme politique britannique.                                                                                                  | 83    | (en)   |
| 16 juin  | Michael Champion                      | Chanteur, auteur-compositeur, musicien et acteur américain.                                                                   | 74    |        |
| 16 juin  | Marc Goblet                           | Syndicaliste et homme politique belge.                                                                                        | 64    |        |
| 16 juin  | Laila Hietamies                       | Écrivaine finlandaise. | 83    | (fi)   |
| 16 juin  | Mogens Møller                         | Sculpteur danois. | 86    | (da)   |
| 17 juin  | Kenneth Kaunda                        | Homme d'État zambien. | 97    |        |
| 17 juin  | Teddy Parker                          | Chanteur allemand. | 83    | (de)   |
| 17 juin  | Dimbi Tubilandu                       | Footballeur congolais. | 73    |        |
| 18 juin  | Giampiero Boniperti                   | Footballeur puis dirigeant sportif italien.                                                                                   | 92    |        |
| 18 juin  | Gérard Fromanger                      | Peintre français. | 81    |        |
| 18 juin  | Emma Roca                             | Athlète d'endurance espagnole.                                                                                                | 47    | (es)   |
| 18 juin  | Milkha Singh                          | Athlète de demi-fond indien.                                                                                                  | 85    | (en)   |
| 18 juin  | Takeshi Terauchi                      | Guitariste japonais. | 82    | (ja)   |
| 18 juin  | Andrew Welsh                          | Homme politique écossais. | 77    | (en)   |
| 19 juin  | Freimut Börngen                       | Astronome allemand. | 90    | (de)   |
| 19 juin  | Armin Franulic                        | Pilote de rallye automobile bolivien.                                                                                         | 77    | (es)   |
| 19 juin  | Éric Guglielmi                        | Photojournaliste, photographe et éditeur français.                                                                            | 51    |        |
| 19 juin  | Lionel Leroy                          | Chanteur français. | 65    |        |
| 19 juin  | Arnold Odermatt                       | Photographe suisse. | 96    | (it)   |
| 19 juin  | Philousports                          | Personnalité française du web.                                                                                                | 49    |        |
| 20 juin  | Marianne Debouzy                      | Historienne française, spécialiste de l'histoire américaine.                                                                  | 91    |        |
| 20 juin  | Jeanne Lamon                          | Violoniste baroque et cheffe d'orchestre canadienne.                                                                          | 71    | (en)   |
| 20 juin  | Joanne Linville                       | Actrice américaine. | 93    | (en)   |
| 20 juin  | Irene Mambilima                       | Magistrate zambienne. | 69    | (en)   |
| 20 juin  | Lucas Pereira                         | Joueur brésilien de football.                                                                                                 | 39    |        |
| 20 juin  | Gianna Rolandi                        | Soprano américaine. | 68    |        |
| 20 juin  | Herbert Schnoor                       | Fonctionnaire et homme politique allemand.                                                                                    | 94    | (de)   |
| 20 juin  | Luis del Sol                          | Joueur espagnol de football.                                                                                                  | 86    |        |
| 20 juin  | Bernard Van Der Linde                 | Coureur cycliste français. | 75    |        |
| 21 juin  | Jean Guéguinou                        | Diplomate français. | 79    |        |
| 21 juin  | Masatomi Ikeda                        | Maître d'aïkido japonais. | 81    | (en)   |
| 21 juin  | Mamady Keïta                          | Musicien guinéen. | 70    |        |
| 21 juin  | Thomas Kurvers                        | Joueur américain de hockey sur glace.                                                                                         | 58    |        |
| 21 juin  | Tamanofuji Shigeru                    | Lutteur de sumo japonais. | 71    | (ja)   |
| 22 juin  | Giulia Niccolai                       | Photographe, poète, romancière et traductrice italienne.                                                                      | 86    | (en)   |
| 22 juin  | René Robert                           | Joueur canadien de hockey sur glace.                                                                                          | 72    |        |
| 22 juin  | Leopoldo Torres Boursault             | Homme politique espagnol. | 80    | (es)   |
| 22 juin  | Jean-Pierre Vallat                    | Historien et archéologue français.                                                                                            | 69    |        |
| 23 juin  | Melissa Coates                        | Lutteuse professionnelle, culturiste, mannequin et actrice canadienne.                                                        | 50    | (en)   |
| 23 juin  | Léopold-François de Habsbourg-Toscane | Aristocrate autrichien, prétendant au trône de Toscane.                                                                       | 78    |        |
| 23 juin  | Jackie Lane                           | Actrice britannique. | 79    | (en)   |
| 23 juin  | Brian London                          | Boxeur britannique. | 87    | (en)   |
| 23 juin  | John McAfee                           | Informaticien américain. | 75    | (es)   |
| 23 juin  | Martin Monestier                      | Écrivain et journaliste français.                                                                                             | 79    |        |
| 23 juin  | Clare Peploe                          | Réalisatrice et scénariste britannique.                                                                                       | 79    | (en)   |
| 23 juin  | Arturo Schwarz                        | Historien de l'art, essayiste, commissaire d'exposition, écrivain et poète italien.                                           | 97    | (it)   |
| 23 juin  | Martine Segalen                       | Ethnologue française. | 80    |        |
| 23 juin  | René Sylvestre                        | Juriste haïtien. | 58    |        |
| 23 juin  | Walli                                 | Dessinateur de bande dessinée belge.                                                                                          | 69    | (nl)   |
| 23 juin  | Diana de Feo                          | Journaliste et femme politique italienne.                                                                                     | 84    | (it)   |
| 24 juin  | Benigno Aquino III                    | Homme d'État philippin. | 61    | (en)   |
| 24 juin  | Serge Buttet                          | Nageur français. | 66    |        |
| 24 juin  | Hind Chelbi                           | Enseignante et chercheuse tunisienne.                                                                                         |       | (ar)   |
| 24 juin  | Stávros Daïlákis                      | Homme politique grec. | 66    | (el)   |
| 24 juin  | Jean-Claude Goyon                     | Égyptologue français. | 83    |        |
| 24 juin  | Alain Lebeaupin                       | Archevêque catholique français.                                                                                               | 76    |        |
| 24 juin  | Juliette Minces                       | Sociologue française. | 83    |        |
| 24 juin  | Ludwig Müller                         | Footballeur allemand. | 79    | (de)   |
| 24 juin  | Antoni Nieroba                        | Footballeur international polonais devenu entraîneur.                                                                         | 82    | (pl)   |
| 24 juin  | Alain Richard                         | Moine franciscain français.                                                                                                   | 96    |        |
| 24 juin  | Eleazar Soria                         | Footballeur péruvien. | 73    | (es)   |
| 25 juin  | Olga Barnet                           | Actrice soviétique puis russe.                                                                                                | 69    | (ru)   |
| 25 juin  | John Erman                            | Réalisateur, producteur et acteur américain.                                                                                  | 85    | (en)   |
| 25 juin  | Wes                                   | Chanteur et musicien camerounais.                                                                                             | 57    |        |
| 26 juin  | Antoine Bailly                        | Géographe suisse. | 76    |        |
| 26 juin  | Orlando Borrego                       | Économiste et homme politique cubain.                                                                                         | 85    |        |
| 26 juin  | Marcelo Campo                         | Joueur de rugby à XV argentin.                                                                                                | 63    | (es)   |
| 26 juin  | José Nino Gavazzo                     | Colonel uruguayen. | 81    | (es)   |
| 26 juin  | Mike Gravel                           | Homme politique américain. | 91    | (en)   |
| 26 juin  | Fernand Guiot                         | Acteur belge. | 88    |        |
| 26 juin  | Abdalelah Haroun                      | Athlète soudanais naturalisé qatarien.                                                                                        | 24    |        |
| 26 juin  | Jon Hassell                           | Trompettiste et compositeur américain.                                                                                        | 84    | (en)   |
| 26 juin  | Mir Hazar Khan Khoso                  | Juge et homme d'État pakistanais.                                                                                             | 91    | (en)   |
| 26 juin  | John Langley                          | Réalisateur, scénariste et producteur de cinéma américain.                                                                    | 78    | (en)   |
| 26 juin  | Freddy Qvick                          | Footballeur puis entraîneur belge.                                                                                            | 80    | (nl)   |
| 26 juin  | Frederic Rzewski                      | Compositeur et pianiste américain.                                                                                            | 83    | (en)   |
| 27 juin  | Silvano Bertini                       | Boxeur italien, médaillé de bronze aux Jeux olympiques d'été de 1964.                                                         | 81    | (it)   |
| 27 juin  | Jean-Claude Dionne                    | Professeur émérite canadien.                                                                                                  | 86    |        |
| 27 juin  | Kolbein Falkeid                       | Poète norvégien. | 87    | (no)   |
| 27 juin  | Philippe Foriel-Destezet              | Homme d'affaires et milliardaire français.                                                                                    | 85    |        |
| 28 juin  | Lázaro Barbosa de Sousa               | Criminel brésilien. | 32    | (pt)   |
| 28 juin  | Burton Greene                         | Pianiste de jazz américain.                                                                                                   | 84    | (en)   |
| 28 juin  | Liliane Kerjan                        | Écrivaine et professeure d'université française.                                                                              | 81    |        |
| 28 juin  | Paul Koulak                           | Compositeur français. | 78    |        |
| 28 juin  | Jeannot Mwenze Kongolo                | Homme politique congolais. | 60    |        |
| 28 juin  | Vera Nikolić                          | Athlète de demi-fond serbe.                                                                                                   | 72    | (sr)   |
| 28 juin  | Greg Noll                             | Surfeur américain. | 84    | (en)   |
| 28 juin  | Fernand Ouellet                       | Écrivain, historien et professeur québécois.                                                                                  | 94    | (en)   |
| 28 juin  | Sergio Victor Palma                   | Boxeur argentin. | 65    | (es)   |
| 29 juin  | Dalenda Abdou                         | Actrice tunisienne. | 92    |        |
| 29 juin  | Jock Aird                             | Footballeur écossais et néo-zélandais.                                                                                        | 94    | (en)   |
| 29 juin  | Ronnie Cramer                         | Réalisateur, directeur de la photographie, monteur, producteur, compositeur, scénariste et acteur américain.                  | 64    |        |
| 29 juin  | Émile José Fettweis                   | Architecte belge. | 93    |        |
| 29 juin  | Delia Fiallo                          | Auteure et scénariste cubaine.                                                                                                | 96    | (es)   |
| 29 juin  | Xavier Lacroix                        | Philosophe, professeur d'université et théologien français.                                                                   | 74    |        |
| 29 juin  | John Lawton                           | Chanteur britannique. | 74    |        |
| 29 juin  | Vicky Peretz                          | Footballeur international puis entraîneur israélien.                                                                          | 68    | (en)   |
| 29 juin  | Donald Rumsfeld                       | Homme politique américain. | 88    | (en)   |
| 29 juin  | Onsi Sawiris                          | Homme d’affaires égyptien. | 90    | (ar)   |
| 30 juin  | Abbas Bonfoh                          | Homme politique togolais. | 72    |        |
| 30 juin  | Inge Danielsson                       | Footballeur suédois. | 80    | (se)   |
| 30 juin  | Antoinette Duclaire                   | Militante féministe, personnalité politique et journaliste haïtienne.                                                         | 33    |        |
| 30 juin  | Janet Moreau                          | Athlète de sprint américaine, championne olympique aux Jeux olympiques d'été de 1952.                                         | 93    | (en)   |
| 30 juin  | Alain Viala                           | Sociologue et critique littéraire français.                                                                                   | 73    |        |